# Безумный Феникс
«Безумный Феникс» (иер. трад. 南海十三郎, кант.-рус.: Нам Хой Сап Сам Лон, англ. The Mad Phoenix) — гонконгская биографическая драма 1997 года, снятая режиссёром Клифтоном Ко по сценарию Рэймонда Тоу. Главную роль в фильме исполнил Че Куаньхоу. За неё актёр в 1997 году был удостоен статуэтки «Золотая лошадь» в категории «Лучшая мужская роль», а в 1998 году получил номинацию на 17-й Гонконгской кинопремии.

## Сюжет
Фильм снят по мотивам жизни легендарного кантонского оперного драматурга Кон Юлау.
Конг родился в 1909 году в семье китайского правительственного чиновника. Он поступает в медицинскую школу, где становится одним из самых талантливых учеников. На одном из благотворительных балов он встречает девушку по имени Лили. Чтобы добиться её любви, он отказывается от многообещающей карьеры и следует за ней в Шанхай. Но Лили не испытывает к нему ответных чувств, Кон остаётся совсем один на произвол судьбу в незнакомом городе.
Когда Кон наконец возвращается в свой родной город, он не может продолжить обучение. Поэтому ему приходится заниматься преподаванием. В свободное время он посещал кантонские оперы, особенно те, которые исполнял один из ведущих оперных певцов того времени Сит Каусинь. Кон начинает писать песни и пьесы и предлагает их Сит. Его талант вскоре признан, и Сит приглашает его присоединиться к своей оперной труппе в качестве драматурга. Кон становится знаменитым.
Когда Гуанчжоу во время Японо-китайской войны оказывается в руках Японии, Кон отправился в Гонконг и продолжает писать антияпонские сценарии. После окончания войны с Японией он возвращается в Гуандун, но его сложный характер и эксцентричное поведение отпугивает потенциальных заказчиков. Таким образом, никто не просит его написать сценарий.
В 1950-х годах он возвращается в Гонконг. Со временем он сходит с ума и его помещают в психиатрическую больницу. В 1984 году в возрасте 74 лет он умирает.

## В ролях
- Че Куаньхоу — Намхой Сапсамлон[кит.]
- Пхунь Чханьлён[кит.] — Тхон Тиксан[англ.]
- Луиза Соу[англ.] — Муй Синь[англ.]
- Элейн Ын[англ.] — Лили
- Чау Чифай[кит.] — Кон Тхайси[кит.]
- Лэй Чаньчау — рассказчик
- Лён Хоньвай[кит.] — Сит Каусинь[кит.]